# Adramelech: Book of Angels Volume 22
Adramelech: Book of Angels Volume 22 es el segundo álbum del grupo Zion80, del guitarrista Jon Madof, publicado por Tzadik Records en 2014. Contiene composiciones de John Zorn de su colección Book of Angels.

## Descripción
La música que Zion80 explora en este volumen del Book of Angels está influenciada por el sonido afrobeat del percusionista Fela Kuti, sonido que fue mezclado por Madof con ritmos klezmer, dando como resultado un big band polirrítmico. Asimismo se puede apreciar una gran cantidad de experimentación, avantgarde y toques sicodélicos.
El disco encargado por John Zorn posee ocho canciones. La dotación instrumental usada por Zion80 son las percusiones, teclados, saxofón alto, saxofón barítono, contrabajo, batería, trompeta, flauta y guitarra.

## Recepción
El escritor de PopMatters, Sean Murphy, afirmó que "esto no es simplemente una celebración de Zorn con Madof al mando. Más bien, explora lo que es más especial —y gratificante— sobre la Cultura Judía Radical que Zorn ha estado curando en su sello Tzadik: música que abarca el tiempo (estamos hablando de siglos) y atraviesa culturas, pero de alguna manera, en formas delirantes y encantadoras, es totalmente del aquí y el ahora. Es una historia de vanguardia, hecha por músicos que conocen y respetan la tradición, pero no está satisfecho con las etiquetas ni con las limitaciones del género... No hay nada que no recomendar sobre este lanzamiento, es una prueba más de que prácticamente todo lo que toca Madof se convierte en oro sónico. El álbum es estelar de principio a fin, pero las selecciones van tomando impulso a medida que avanza."

## Listado de pistas
Todas las composiciones de John Zorn. 
1. "Araziel" - 7:15
2. "Sheviel" - 5:49
3. "Metatron" - 9:06
4. "Shamdan" - 7:17
5. "Kenunit" - 10:37
6. "Caila" - 4:22
7. "Lelahiah" - 6:01
8. "Nehinah" - 5:56

## Intérpretes
- Jon Madof - guitarra
- Frank London - trompeta
- Matt Darriau - saxofón alto, kaval, clarinete
- Greg Wall - saxofón tenor
- Jessica Lurie - saxofón barítono, flauta
- Zach Mayer - saxofón barítono
- Brian Marsella - teclados
- Yoshie Fruchter - guitarra
- Shanir Ezra Blumenkranz - bajo
- Marlon Sobol - percusión
- Yuval Lion - batería
- Mauro Refosco - percusión (track 7)